# اچ‌دی ۹۶۵۶۶
اچ‌دی ۹۶۵۶۶ یک ستاره است که در صورت فلکی شاه‌تخته قرار دارد.